# Mistrzostwa Europy w Boksie 1953
10. Mistrzostwa Europy w Boksie – męskie zawody bokserskie, które odbyły się pomiędzy 17 i 24 maja 1953 w Warszawie.
Zniszczona po II wojnie światowej Warszawa nie posiadała odpowiedniego miejsca do organizacji mistrzostw Europy. Początkowo planowano zorganizować zawody na świeżym powietrzu, ale ostatecznie mistrzostwa zostały rozegrane w warszawskiej hali „Gwardii”, a zawodnicy mieszkali w hotelu Polonia. Uroczystego otwarcia zawodów dokonał ówczesny szef Głównego Komitetu Kultury Fizycznej (GKKF) Włodzimierz Reczek.
Impreza była poprzedzona licznymi materiałami dotyczącym przygotowań polskich zawodników do mistrzostw, które przygotowała Polska Kronika Filmowa. W dniu finałów, 24 maja, Hala Gwardii zgromadziła ok. 5000 kibiców. Wykorzystując infrastukturę sportową zbudowaną w hali podczas zawodów Jan Fethke nakręcił kilka scen filmu Sprawa do załatwienia z Adolfem Dymszą. Wokół mistrzostw toczy się akcja powieści Zły Leopolda Tyrmanda.
Najlepszym pięściarzem zawodów wybrano reprezentanta ZSRR Wladimira Jengibariana.

## Medaliści
| Konkurencja:         | 1. miejsce           | 2. miejsce           | 3. miejsce                             |
| Waga musza           | Henryk Kukier        | František Majdloch   | Giacomo Spano Anatolij Bułakow         |
| Waga kogucia         | Zenon Stefaniuk      | Boris Stiepanow      | John McNally Nicolae Mindreanu         |
| Waga piórkowa        | Józef Kruża          | Aleksandr Zasuchin   | Hans-Peter Mehling Stevan Redli        |
| Waga lekka           | Wladimir Jengibarian | István Juhász        | Aleksy Antkiewicz Pentti Niinivuori    |
| Waga lekkopółśrednia | Leszek Drogosz       | Terence Milligan     | Ferencz Ambruș Béla Szákacs            |
| Waga półśrednia      | Zygmunt Chychła      | Siergiej Szczerbakow | Nicolae Linca Emile Vleminck           |
| Waga lekkośrednia    | Bruce Wells          | Max Resch            | Zbigniew Pietrzykowski Boris Tiszyn    |
| Waga średnia         | Dieter Wemhöner      | Bedřich Koutný       | Stig Sjölin Ronald Barton              |
| Waga półciężka       | Ulrich Nitzschke     | Tadeusz Grzelak      | Jurij Jegorow Helmut Pfirrmann         |
| Waga ciężka          | Algirdas Šocikas     | Bogdan Węgrzyniak    | Tomislav Krizmanić Hermann Schreibauer |

## Klasyfikacja medalowa
| Miejsce | Kraj           | Złoto | Srebro | Brąz | Razem |
| ------- | -------------- | ----- | ------ | ---- | ----- |
| 1.      | Polska         | 5     | 2      | 2    | 9     |
| 2.      | ZSRR           | 2     | 3      | 3    | 8     |
| 3.      | RFN            | 1     | 1      | 3    | 5     |
| 4.      | Anglia         | 1     | 0      | 1    | 2     |
| 5.      | NRD            | 1     | 0      | 0    | 1     |
| 6.      | Czechosłowacja | 0     | 2      | 0    | 2     |
| 7.      | Irlandia       | 0     | 1      | 1    | 2     |
| 7.      | Węgry          | 0     | 1      | 1    | 2     |
| 9.      | Rumunia        | 0     | 0      | 3    | 3     |
| 10.     | Jugosławia     | 0     | 0      | 2    | 2     |
| 11.     | Belgia         | 0     | 0      | 1    | 1     |
| 11.     | Finlandia      | 0     | 0      | 1    | 1     |
| 11.     | Szwecja        | 0     | 0      | 1    | 1     |
| 11.     | Włochy         | 0     | 0      | 1    | 1     |

## Występy Polaków
- Henryk Kukier (waga musza) wygrał w ćwierćfinale z Edgarem Baselem (RFN), w półfinale z Anatolijem Bułakowem (ZSRR) i w finale z Františkiem Majdlochem (Czechosłowacja) zdobywając złoty medal
- Zenon Stefaniuk (waga kogucia) wygrał w ćwierćfinale z Pentti Hämäläinenem (Finlandia), w półfinale z Nicolae Mindreanu (Rumunia) i w finale z Borisem Stiepanowem (ZSRR) zdobywając złoty medal
- Józef Kruża (waga piórkowa) wygrał w eliminacjach z Canipelem (Belgia), w ćwierćfinale z Cherifem Hamią (Francja), w półfinale z Hansem Mehlingiem (RFN) i w finale z Aleksandrem Zasuchinem (ZSRR) zdobywając złoty medal
- Aleksy Antkiewicz (waga lekka) wygrał w eliminacjach z Gheorghe Fiatem (Rumunia), w ćwierćfinale z Dennisem Hinsonem (Anglia), a w półfinale przegrał z Wladimirem Jengibarianem (ZSRR) zdobywając brązowy medal
- Leszek Drogosz (waga lekkopółśrednia) wygrał w eliminacjach z Wiktorem Miednowem (ZSRR), w ćwierćfinale z Marcelem van der Keere (Belgia), w półfinale z Ferenczem Ambrușem (Rumunia) i w finale z Terencem Milliganem (Irlandia) zdobywając złoty medal
- Zygmunt Chychła (waga półśrednia) wygrał w eliminacjach z Renzo Ruggierim (Włochy), w ćwierćfinale z Güntherem Heidemannem (RFN), w półfinale z Nicolae Lincą (Rumunia) i w finale z Siergiejem Szczerbakowem (ZSRR) zdobywając złoty medal
- Zbigniew Pietrzykowski (waga lekkośrednia) wygrał w eliminacjach z Ivicą Pavlicą (Jugosławia), w ćwierćfinale z Neacșu Șerbu (Rumunia), a w półfinale przegrał z Bruce’em Wellsem (Anglia) zdobywając brązowy medal
- Zbigniew Piórkowski (waga średnia) przegrał pierwszą walkę w ćwierćfinale ze Stigiem Sjölinem (Szwecja)
- Tadeusz Grzelak (waga półciężka) wygrał w ćwierćfinale z Dumitru Ciobataru (Rumunia), w półfinale z Helmutem Pfirmannem (RFN), a w finale przegrał z Ulrichem Nitzschke (NRD) zdobywając srebrny medal
- Bogdan Węgrzyniak (waga ciężka) wygrał w ćwierćfinale z Horymírem Netuką (Czechosłowacja), w półfinale z Hermannem Schreibauerem (RFN), a w finale przegrał z Algirdasem Šocikasem (ZSRR) zdobywając srebrny medal